# Phil Bauhaus

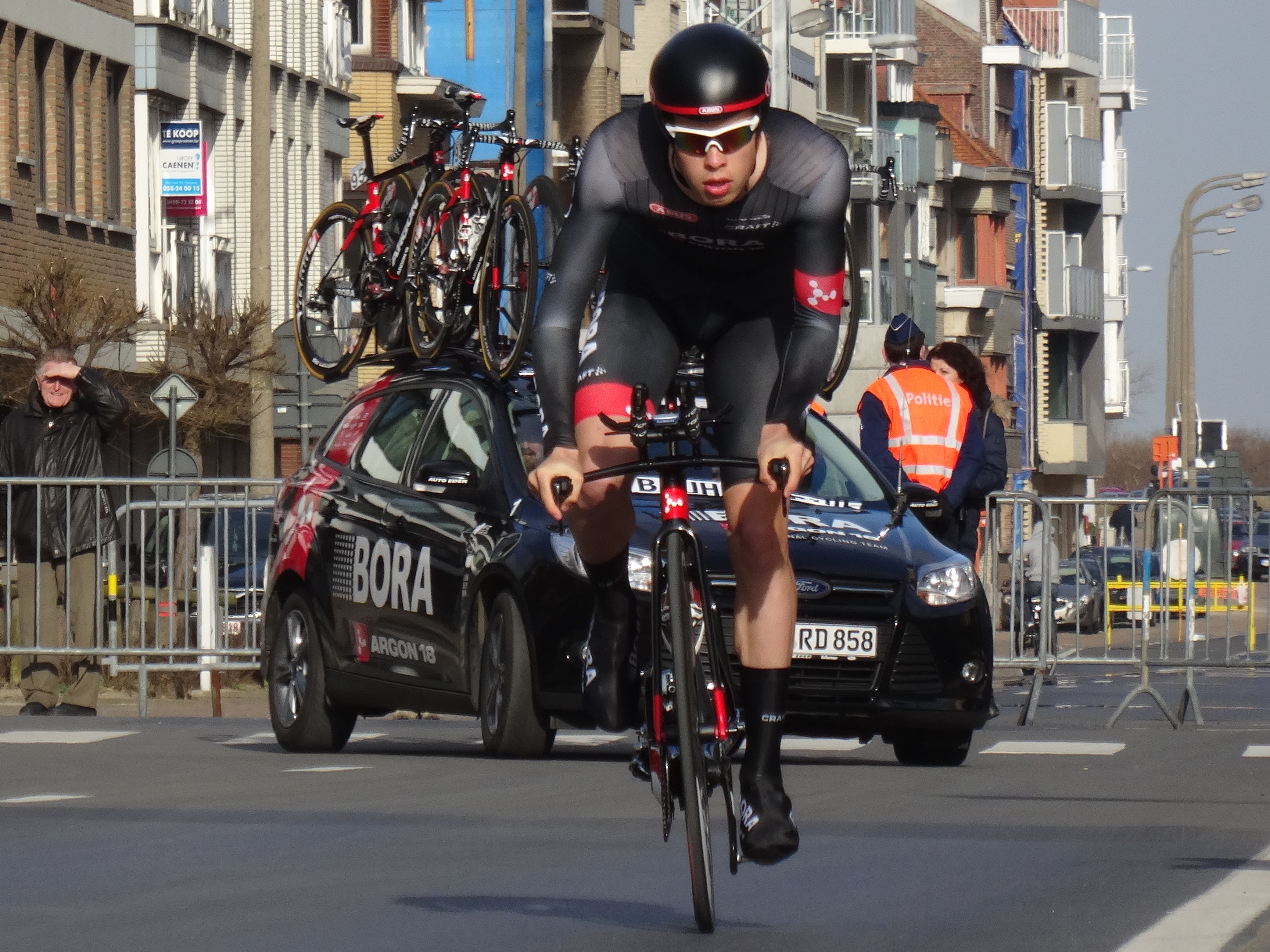
Bauhaus in de proloog van de Driedaagse van West-Vlaanderen

Phil Bauhaus (Bocholt, 8 juli 1994) is een Duits wielrenner die sinds 2019 rijdt voor de vanaf 2021 Bahrain-Victorious geheten wielerploeg. 

## Carrière
Bauhaus reed de Ronde van Italië in 2017 voor Team Sunweb in dienst van kopman Tom Dumoulin. Dumoulin won deze honderdste editie van de Ronde van Italië. Bauhaus zelf reed de wedstrijd niet uit, maar stapte af in de zeventiende etappe.

## Palmares

### Overwinningen
2013 - 1 zege
1e etappe A Ronde van Bulgarije
2014 - 4 zeges
Skive-Løbet
1e en 6e etappe Ronde van Portugal
5e etappe Baltic Chain Tour
Kernen Omloop Echt-Susteren
2016 - 3 zeges
1e etappe Ronde van Azerbeidzjan
2e etappe Ronde van Opper-Oostenrijk
5e etappe Ronde van Denemarken
2017 - 1 zege
5e etappe Critérium du Dauphiné
2018 - 1 zege
3e etappe Ronde van Abu Dhabi
2019 - 1 zege
Coppa Bernocchi
2020 - 3 zeges
3e en 5e etappe Ronde van Saoedi-Arabië
Eindklassement Ronde van Saoedi-Arabië
2021 - 7 zeges
4e etappe Ronde van de Provence
1e en 3e etappe Ronde van Hongarije
1e en 5e etappe Ronde van Slovenië
1e etappe Ronde van Polen
1e etappe Ronde van Kroatië
2022 - 2 zeges
7e etappe Tirreno-Adriatico
5e etappe Ronde van Polen
2023 - 1 zege
1e etappe Tour Down Under
2024 - 2 zeges
3e etappe Tirenno-Adriatico
2e etappe Ronde van Slovenië

### Resultaten in voornaamste wedstrijden
| Jaar | Ronde van Italië | Ronde van Frankrijk | Ronde van Spanje |
| ---- | ---------------- | ------------------- | ---------------- |
| 2017 | opgave           |                     |                  |
| 2018 |                  |                     |                  |
| 2019 |                  |                     | opgave           |
| 2020 |                  |                     |                  |
| 2021 |                  |                     |                  |
| 2022 | 138e             |                     |                  |
| 2023 |                  | opgave              |                  |
| 2024 | opgave           | opgave              |                  |
| 2025 |                  | 151e                |                  |

| Jaar | Milaan-San Remo | Gent-Wevelgem | Ronde van Vlaanderen | Parijs-Roubaix | Parijs-Tours |  | Wereldranglijsten |
| ---- | --------------- | ------------- | -------------------- | -------------- | ------------ |  | ----------------- |
| 2017 |                 |               | opgave               |                | 138e         |  | 179e (UWT)        |
| 2018 |                 |               |                      | 78e            |              |  |                   |
| 2019 |                 |               |                      | opgave         |              |  |                   |
| 2020 |                 |               |                      |                |              |  |                   |
| 2021 |                 | opgave        |                      |                |              |  |                   |
| 2022 | 136e            |               |                      |                |              |  |                   |
| 2023 |                 |               |                      |                |              |  |                   |
| 2024 |                 |               |                      |                |              |  |                   |
| 2025 |                 | opgave        | 103e                 | 23e            |              |  |                   |

## Ploegen
- 2013 –  Team Stölting
- 2014 –  Team Stölting
- 2015 –  Bora-Argon 18
- 2016 –  Bora-Argon 18
- 2017 –  Team Sunweb
- 2018 –  Team Sunweb
- 2019 –  Bahrain-Merida
- 2020 –  Bahrain McLaren
- 2021 –  Bahrain-Victorious
- 2022 –  Bahrain-Victorious
- 2023 –  Bahrain Victorious
- 2024 –  Bahrain Victorious
- 2025 –  Bahrain Victorious

Archbold · Bárta · Bauhaus · Benedetti · Bennett · Buchmann · Dempster · Huzarski · Konrad · Matzka · Mendes · Nerz · Pfingsten · Salerno · Schillinger · Schorn · Schwarzmann · Thurau · Thwaites · Voss · Mühlberger (stagiair) · Pöstlberger (stagiair)
Archbold · Bárta · Bauhaus · Benedetti · Bennett · Buchmann · Dempster · Herklotz · Huzarski · Konrad · Matzka · Mendes · Mühlberger · Nerz · Pfingsten · Pöstlberger · Schillinger · Schwarzmann · Selig · Thwaites · Voss
Andersen · Arndt · Barguil · Bauhaus · Curvers · Ten Dam · De Backer · Dumoulin   · Fröhlinger · Geschke · Haga · Hamilton · Hofstede · Kämna · Kelderman · Lunke · Matthews · Oomen · Preidler · Sinkeldam · Stamsnijder · Teunissen · Timmer · Waeytens · Walscheid · Kanter (stagiair) · Rohde (stagiair)
Andersen · Arndt · Bauhaus · Curvers · ten Dam · Dumoulin   · Fröhlinger · Geschke · Haga · Hamilton · Hindley · Hofstede · Kämna · Kelderman · Matthews · Oomen · Stamsnijder · Storer · Teunissen · Theuns · Tusveld · Vervaeke · Walscheid
Agnoli · Arashiro · Bauhaus · Bole · Caruso · Colbrelli · Dennis     · Feng · García · Garosio · Haussler · Koren · Mohorič · A. Nibali · V. Nibali · Novak · Padoen · Pernsteiner · Pibernik · Pozzovivo · Sieberg · Teuns · Tratnik · Wang · Williams
Arashiro · Battaglin · Bauhaus · Bilbao · Bole · Buitrago · Capecchi · Caruso · Cavendish · Colbrelli · Davies · Feng · García Cortina · Haller · Haussler · Inkelaar · Landa · Mohorič · Novak · Padoen · Pernsteiner · Pibernik · Poels · Sieberg · Teuns · Tratnik · Valls · Williams · Wright
Arashiro · Bauhaus · Bilbao · Buitrago · Capecchi · Caruso · Colbrelli  · Davies · Feng · Jack · Haller · Haussler · Inkelaar · Landa · Madan · Mäder · Milan· Mohorič · Novak · Padoen · Pernsteiner · Poels · Sieberg · Teuns · Tratnik · Valls · Williams · Wright
Arashiro · Bauhaus · Bilbao · Buitrago · Caruso · Colbrelli · Feng · Govekar (vanaf 1/6) · Gradek · Haig · Haussler · Landa · Maciejuk · Madan · Mäder · Milan· Mohorič · Novak · Osorio (tot 31/3) · Pernsteiner · Poels · Price-Pejtersen · Sánchez · Sütterlin · Teuns (tot 4/8) · Tratnik · Williams · Wright · Zambanini · Miholjević (stagiair)
Arashiro · Arndt · Bauhaus · Bilbao · Buitrago · Buratti (vanaf 12/4) · Caruso · Govekar · Gradek · Haig · Haussler (tot 7/4) · Kepplinger · Landa · Maciejuk · Madan · Mäder (overleden 16/7) · Miholjević · Milan· Mohorič · Pasqualon · Pernsteiner · Poels · Price-Pejtersen · Rajović · Scott · Sütterlin · Tiberi (vanaf 1/6) · Tu · Wright · Zambanini
Arashiro · Arndt · Bauhaus · Bilbao · Bruttomesso · Buitrago · Buratti · Caruso · Govekar · Gradek · Haig · Kepplinger · Madan · Miholjević · Mohorič · Pasqualon · Pickering · Poels · Price-Pejtersen · Rajović · Scott · Stannard (vanaf 19/8) · Sütterlin · Tiberi · Træen · Tu · Wiśniowski (vanaf 1/3) · Wright · Zambanini · Skerl (stagiair) · van der Meulen (stagiair) · Van Mechelen (stagiair)
Arndt · Bauhaus · Bilbao · Bruttomesso · Buitrago · Buratti · Caruso · Ermakov · Eržen · Eulálio · Govekar · Gradek · Haig · Kepplinger · Martinez · Miholjević · Mohorič · Paasschens · Pasqualon · Pickering · Skerl · Stannard · Stockwell · Tiberi · Træen · Tu · van der Meulen · Van Mechelen · Wright · Zambanini